# Soltau (Film)
Soltau ist ein deutscher Kurzfilm des Regisseurs Peter Hümmeler aus dem Jahr 2009. Gefördert wurde der Film durch die Filmstiftung NRW.

## Handlung
Der todkranke Einzelgänger Jürgen flieht aus dem Krankenhaus, um seinen Traum von einer letzten Achterbahnfahrt im Heide-Park in Soltau zu verwirklichen. Unterwegs überfährt er jedoch den Hund der Beischlafdiebin Marie, die auf der Flucht vor einem ihrer Kunden ist; Jürgen bleibt keine Wahl, als sie und den toten Hund Quentin mitzunehmen. Marie möchte Quentin eine Seebestattung in der Nordsee geben. Schließlich erklärt sich Jürgen dazu bereit, sie bis nach Soltau mitzunehmen.
Bei einer Rast lernt Marie den 15-jährigen Emo Max kennen, der zu einem Date nach Osnabrück unterwegs ist, und lädt ihn ein, mitzufahren. Widerwillig stimmt Jürgen zu.
Max wird jedoch von seinem Date versetzt, so dass die Gruppe zusammen bleibt. Statt nach Soltau fahren sie nun direkt ans Meer. Nach und nach freunden die drei unterschiedlichen Menschen sich miteinander an. Marie erfährt von Jürgens tödlicher Krankheit und beginnt sein sonderbares Verhalten zu verstehen.
Am Meer merkt Jürgen schließlich, dass seine Zeit gekommen ist. Er schickt Marie zum Wagen zurück, um seine Polaroidkamera zu holen, trägt den toten Quentin allein in die Fluten und geht mit ihm unter. Marie kommt gerade noch rechtzeitig, um das Geschehen zu fotografieren. Max fügt das Bild als letzten Eintrag in Jürgens Tagebuch ein.

## Festivals
„Soltau“ gewann auf dem Kölner Unlimited Festival den Publikumspreis. Zudem lief er auf dem Landshuter Kurzfilmfestival, im Wettbewerb des Filmfests Dresden und auf der Regensburger Kurzfilmwoche.